# Canton de Villefagnan
Le canton de Villefagnan est une ancienne division administrative française, située dans le département de la Charente et la région Nouvelle-Aquitaine.

## Histoire
Le 1er janvier 2008, le canton de Villefagnan, qui dépendait précédemment de l'arrondissement d'Angoulême, a été rattaché à celui de Confolens.

## Représentation

### conseillers généraux de 1833 à 2015
| Période | Période      | Identité                                            | Étiquette    | Qualité                                                                                      |
| ------- | ------------ | --------------------------------------------------- | ------------ | -------------------------------------------------------------------------------------------- |
| 1833    | 1848         | Alexis Louis Gabriel Poitevin-Lépinière (1788-1875) |              | Médecin - Maire de Villefagnan                                                               |
| 1848    | 1852         | Henry Bouquet-Bellavaud                             |              | Propriétaire, ancien juge de paix du canton de Villefagnan                                   |
| 1852    | 1863         | Alexis Poitevin (1788-1875)                         |              | Médecin, maire de Villefagnan                                                                |
| 1864    | 1889 (décès) | Edgard Dumas de Champvallier                        | Droite       | Propriétaire, poète et écrivain, Bernac                                                      |
| 1890    | 1892         | Auguste Brothier (1859-?) père                      | Droite       | Docteur en médecine, propriétaire à Villefagnan                                              |
| 1892    | 1921         | Eugène Guitton                                      | Républicain  | Juge de paix, maire de La Magdeleine                                                         |
| 1921    | 1940         | Raoul Feuillet (1887-1953, fils de L.F.Feuillet)    | Rad.         | Médecin Maire de Villiers-le-Roux Raoul Feuillet sera nommé conseiller départemental en 1943 |
|         |              |                                                     |              |                                                                                              |
| 1945    | 1947         | Raoul Feuillet                                      | UDSR         | Médecin Maire de Villefagnan                                                                 |
| 1947    | 1970         | Louis André                                         | Rad.-RGR     | Agriculteur Maire de Raix                                                                    |
| 1970    | 1982         | Henri Le Gueut                                      | DVD puis RPR | Pharmacien Maire de Villefagnan                                                              |
| 1982    | 1988         | Henri Dindinaud (1922-2018)                         | PS           | Agriculteur Maire de La Faye (1977-1997)                                                     |
| 1988    | 2006 (décès) | Jean-Pierre Regeon (1943-2006)                      | DVD          | Vétérinaire Conseiller municipal de La Faye (1995-2001)                                      |
| 2006    | 2012 (décès) | Edgard Saulnier (1938-2012)                         | PS           | Retraité de l'enseignement Maire de Villefagnan (1983-2010)                                  |
| 2012    | 2015         | Christiane Prévost                                  | PS           | Secrétaire de mairie retraitée Maire de Villefagnan depuis 2010                              |

## Conseillers d'arrondissement (de 1833 à 1940)
Le canton de Villefagnan avait deux conseillers d'arrondissement.
Il appartenait à l'arrondissement de Ruffec jusqu'à sa disparition en 1926.
| Période                                  | Période          | Identité                                         | Étiquette                      | Qualité |
| ---------------------------------------- | ---------------- | ------------------------------------------------ | ------------------------------ | --- |
| 1833                                     | 1848 (décès)     | Charles Pierre Poitevin de Lépinière (1789-1848) |                                | Propriétaire du château, maire d'Empuré                                                                        |
| 1833                                     | 1836             | Antoine Charles de Lassée (1797-1855)            |                                | Avocat, Salles-de-Villefagnan                                                                                  |
| 1836                                     | 1858             | Louis Michel Joseph Lynier                       |                                | Propriétaire à Villefagnan                                                                                     |
| 1848                                     | 1852             | Jacques Félix Amiaud                             |                                | Notaire à Villefagnan                                                                                          |
| 1852                                     |                  | Comte Charles-Maurice de Bourdeilles (1808-1888) |                                | Ancien officier, propriétaire du château de Saveilles, maire de Paizay-Naudouin                                |
| 1858                                     |                  | M. Barillier                                     |                                | Propriétaire, adjoint au maire de Villefagnan                                                                  |
|                                          |                  |                                                  |                                | |
| 1871                                     | 1877             | Oscar Joubert                                    |                                | Médecin, ancien maire de Villefagnan                                                                           |
| 1871                                     | 1885 (décès)     | Jean Edouard Rivet                               | Droite                         | Notaire à Villefagnan                                                                                          |
| 1877                                     | 1895             | André Marie Jules Masseloux                      | Droite                         | Notaire à Montjean                                                                                             |
| 1885                                     | 1890 (démission) | Auguste Brothier (1834-1896)                     | Droite                         | Maire de Villefagnan                                                                                           |
|                                          |                  |                                                  |                                | |
| 1895                                     | 1901             | Henri Fragnaud                                   | Droite                         | Huissier à Villefagnan                                                                                         |
| 1895                                     | 1925             | Léon-François Feuillet (1852-1954)               | Républicain                    | Docteur en médecine, ancien maire de Villefagnan (1882-1888) Président du Conseil d'arrondissement (1910-1911) |
| 1901                                     | 1919             | Jean Sauvignon                                   | Républicain                    | Propriétaire et meunier à Longré, directeur du syndicat de l'Osme                                              |
| 1919                                     | 1931             | Frédéric Pourageaud                              | Bloc des gauches puis Rad.ind. | Suppléant du juge de paix à Villefagnan, propriétaire, maire de Tuzie                                          |
| 1925                                     | 1931             | Aristide Quéron                                  | Bloc des gauches               | Propriétaire, maire de Raix                                                                                    |
| 1931                                     | 1940             | Edmond Videau                                    | Radical                        | Propriétaire, maire de La Faye                                                                                 |
| 1931                                     | 1940             | Paul Fragnaud                                    | Radical                        | Maire de Paizay-Naudouin                                                                                       |
| 1940                                     |                  |                                                  |                                | Les conseils d'arrondissement ont été suspendus par la loi du 12 octobre 1940 et n'ont jamais été réactivés    |
| Les données manquantes sont à compléter. |                  |                                                  |                                | |

Sources : Journal "La Charente" https://gallica.bnf.fr/ark:/12148/cb32740226x/date&rk=21459;2.

## Composition
- Bernac
- Brettes
- La Chèvrerie
- Courcôme
- Empuré
- La Faye
- La Forêt-de-Tessé
- Londigny
- Longré
- La Magdeleine
- Montjean
- Paizay-Naudouin-Embourie
- Raix
- Saint-Martin-du-Clocher
- Salles-de-Villefagnan
- Souvigné
- Theil-Rabier
- Tuzie
- Villefagnan, chef-lieu
- Villiers-le-Roux

## Démographie
| 1962  | 1968  | 1975  | 1982  | 1990  | 1999  | 2006  | 2011  | 2012  |
| ----- | ----- | ----- | ----- | ----- | ----- | ----- | ----- | ----- |
| 6 861 | 6 286 | 5 882 | 5 798 | 5 642 | 5 586 | 5 622 | 5 797 | 5 754 |